# Vencser László
Vencser László (Ditró, 1947. június 17.) erdélyi magyar római katolikus teológiai író.

## Életútja
Az általános iskolát Ditróban végezte (1958–61), majd Gyulafehérváron, a Római Katolikus Kántoriskolában (1961–65) és a Hittudományi Főiskolán tanult (1965–70). 1970-től tanulmányait a római Pápai Szent Gergely Egyetemen, majd 1972-től 1975-ig a Pápai Laterani Egyetemen folytatta. Hazatérve a Gyulafehérvári Hittudományi Főiskolán tanított 1991-ig (1981-től a főiskola rektorhelyettese is), 1990–91 között egyházmegyei Caritas-igazgató, utána a csíksomlyói Jakab Antal Tanulmányi Ház rektora, majd igazgatósági tagja, 1994 és 1996 között a gyulafehérvári főegyházmegye pénzügyi kamarájának igazgatója. Ezt követően a linzi egyházmegyében az Idegennyelvű Lelkészségek Szakosztályának vezetője, 2000 júliusától az Ausztriai Idegennyelvű Lelkészségek országos igazgatója. 2001-ben hazatért, és a Sapientia EMTE csíkszeredai karán előadótanár.

## Munkássága
Első írása Rómában jelent meg 1976-ban (Die Generalabsolution in der lateinischen Kirche vom 8. bis zum 12. Jahrhundert). Teológiai cikkei és tanulmányai a kolozsvári Keresztény Szóban, valamint a Vasárnapban és a linzi Theologische Praktische Qartalschrift c. folyóiratban jelentek meg.
Első magyar nyelvű önálló kötete az 1991 után megjelent írásait tartalmazza:Felelős szabadság. Csíkszereda, 1998.  
További önálló kötetei: 
- Egy a ti Atyátok – Gondolatok a Miatyánkról (Kolozsvár, 1999)
- Die Sakramentalität der Generalabsolution im Licht der Frühscholastik (Csíkszereda 1999)
- Atyánk és társaink. Erkölcsi vonatkozások a Miatyánkban (Kolozsvár, 2000)
- Új ég és új föld. Emlékkönyv Jäger Péter 65. születésnapjára; szerk. Tempfli Imre, Vencser László; Szt. Maximilian, Bp., 2004
- Itthon és otthon. Vencser László 60 éve. Beszélgetés; összeáll. Varga Gabriella; Státus, Csíkszereda, 2007
- Jakab Antal-emlékkonferencia. 2009. március 12. csütörtök, 15.00 óra, Kilyénfalva, Kultúrotthon; szerk. Varga Gabriella, Vencser László; 2. kiad.; Jakab Antal-centenárium Szervezőbizottság, Chileni, 2009
- Varga Gabriella–Vencser László: Megalkuvás nélkül. Száz éve született Jakab Antal; Kairosz, Bp., 2009
- Varga Gabriella–Vencser László: Én Uram és én Istenem! Hetvenállomásos zarándokúton Jakab püspökért. Egy emlékév története, 2009. március 12–2010. március 13.; szerzői, Bp., 2010
- Varga Gabriella–Vencser László: Én Uram és én Istenem! Hetvenállomásos zarándokúton Jakab püspökért. Egy emlékév története, 2009. március 12–2010. március 13.; 2. jav., bőv. kiad.; szerzői, Bp., 2010
- Hittel a holnapért. Válogatott beszédek, írások; Kairosz, Bp., 2010
- Emlékképek, gondolatok. Főhajtás Pálfi Géza előtt. A Pálfi Géza születésének 70. évfordulója alkalmából megjelent trilógia első kötete; szerk. Varga Gabriella, Vencser László; Kairosz, Bp., 2011
- Exhortációk diákoknak. A Pálfi Géza születésének 70. évfordulója alkalmából megjelent trilógia második kötete; szerk. Varga Gabriella, Vencser László; Kairosz, Bp., 2011
- Alkalmi szentbeszédek. A Pálfi Géza születésének 70. évfordulója alkalmából megjelent trilógia harmadik kötete; szerk. Varga Gabriella, Vencser László; Kairosz, Bp., 2011
- Értékeink útján. Szentbeszédek, előadások, írások; szerzői, Bp., 2017